# Змочування

Види змочування і визначення крайового кута змочування

Гідратна плівка на зернах піску.

Змочування (рос. смачивание, англ. wetting, нім. Benetzung f) — явище взаємодії рідини з твердим тілом. Мірою змочування є кут між твердою поверхнею і поверхнею рідини у точці дотику — кут змочування. Він може коливатися від 0° до 180°. Коли цей кут менший за 90°, то кажуть, що рідина змочує поверхню, і навпаки, якщо кут більший за 90°, то поверхня називається незмочуваною.
Також можна говорити про змочування у системі з двох незмішуваних рідин, таких як олія та вода.
Змочування відбувається, наприклад, при змішуванні гірської породи з водою, пульпою або іншим реагентом. Добре змочування є обов'язковою умовою формування ефективної клейової плівки зв'язуючого на твердій поверхні.
Речовину, що інтенсивно взаємодіє з рідиною, і має малий кут змочування називають ліофільною. У випадку змочування водою використовується термін гідрофільність. Протилежні поняття — ліофобність і гідрофобність, відповідно.
Хімічний реагент, який здатний покривати дану поверхню тонкою плівкою називається змочувальним реагентом.

## Природа явища
Молекули рідини на поверхні контакту зазнають впливу сил адгезії (притягання до твердої фази) і когезії (притягання до рідини). Чим більші сили адгезії порівняно з силами когезії, тим сильніше змочується поверхня.
Сили адгезії залежать від складу поверхні. Вони можуть мати дисперсійну, полярну або електричну природу Також, адгезія залежить від рельєфу поверхні — пористості або текстури.
Сили когезії зростають при збільшенні коефіцієнту поверхневого натягу.

## Приклади
Змочуваність виявляється в:
- частковому або повному розтіканні рідини по твердій поверхні;
- утворенні увігнутого меніска на межі розділу рідини та стінок посудини;
- просоченні пористих тіл і порошків.

Більшість гірських порід є гідрофільними. Частково або повністю незмочувані — сірка, вугілля, бітумінозні пісковики тощо. Змочуваність гірських порід зростає при наявності в них розчинних солей, глинистих мінералів, особливо монтморилоніту, а також зі збільшенням «кутастості» зерен гірських порід. В гірничій справі змочуваність відіграє велику роль не тільки при збагаченні руд і мінералів (флотації, класифікації, масляній агломерації), але і в процесах підземного вилуговування, гідрометалургійної переробки руд, руйнуванні гірських порід.
За допомогою поверхнево-активних речовин, гідрофобні поверхні можна перетворити на гідрофільні, і навпаки.

## Кількісна оцінка

Крапля води на ряді поверхонь, від найбільш гідрофобної (A, максимальний кут змочування), до найбільш гідрофільної (кут змочування близький до нуля, S)

Оцінюється крайовим кутом змочуваності Θ, який змінюється від 0° до 180°. Кут Θ або cos Θ, отримують при розгляді рівноважного стану сил поверхневого натягу для крапель рідини (р) на твердій поверхні (т) в газовому середовищі (г): cos Θ = (σтг—σтр)/ σрг, де σтг — поверхневий натяг на межі розділу фаз «тверде тіло — газ», σтр — поверхневий натяг на межі розділу фаз «тверде тіло — рідина», σрг — поверхневий натяг на межі розділу фаз «рідина — газ».
У випадку, якщо такий кут виміряти неможливо, наприклад, при взаємодії рідини з порошками, вимірюють теплоту змочування речовини з водою і бензолом. Для гідрофільних поверхонь теплота змочування води — більша, для гідрофобних — навпаки.

## Структура води на твердій поверхні
Структура води на твердій поверхні, як правило, характеризується трьома шарами: тонкої плівки з аномальними характеристиками, адсорбційного шару і гравітаційної води. Ідентифікувати ці шари можна, наприклад, методом дериватографії, що показано українськими дослідниками

## Периметр змочування
Змочуваним периметром називають лінію дотику рідини з твердими стінками (зі стінками русла) в даному живому перерізі. Розрізняють також змочений периметр струменя рідини, виділеної в середині потоку (тобто лінію дотику рідини, яка належить до даного струменя, з сусідньою рідиною в даному живому перерізі струменя).